# Hilgermissen
Hilgermissen é um município da Alemanha localizado no distrito de Nienburg, estado da Baixa Saxônia.
Pertence ao Samtgemeinde de Grafschaft Hoya.